# Töölönlahti
Töölönlahti (szw. Tölöviken) – zatoka Morza Bałtyckiego w Helsinkach w centrum miasta. Część zatoki oddzielona jest od reszty linią kolejową. 

## Położenie
Zatoka wrzyna się w ląd w centrum Helsinek. Wzdłuż północnej części biegnie ulica Helsinginkatu. nad zatoką położony jest park rozrywki i budynek filharmonii Finlandia Talo.